# Abderrahim Elkhassar
Abderrahim Elkhassar (arabiska: عبد الرحيم الخصار), född 1975 i Safi, Marocko, är en marockansk poet. Han har gett ut tre diktsamlingar på arabiska och deltagit i flera festivaler, både i Marocko och internationellt. Han var en av de 39 arabiska författare under 40 år som valdes ut till antologin Beirut 39, huvudprojektet när Beirut var Unescos bokhuvudstad 2009.